# أركادي ليوكوم
أركادي ليوكوم (3 أكتوبر 1915 - 2 سبتمبر 2008) أحد الكتاب المشاهير الذين برعوا في تأليف كتب الخيال الشعبي والمعرفة الموسوعية. ولد في روسيا، والتحق بكلية مدينة نيويورك. عاش في ويست ستوكبريدج، ماساتشوستس. 

## سلسلة قل لي لماذا
كان ليوكوم كاتبًا ومؤلفًا لسلسلة كتب «أخبرني لماذا» الرائجة في الستينيات والسبعينيات،  والتي طرحت وأجابت على أسئلة الفضوليين حول جميع جوانب الحياة، ومن مؤلفاته في السلسلة: لماذا يمتلك زحل حلقات؟ ما هي أنواع السحب المختلفة؟ كيف يسبح الأخطبوط؟ لماذا النمر لديه خطوط؟ كيف تنمو الأزهار؟ 
- أخبرني لماذا (1965) [4]
- المزيد أخبرني لماذا: إجابات على أكثر من أربعمائة سؤال يطرحها الأطفال في أغلب الأحيان (1967)
- المزيد أخبرني لماذا: إجابات على مئات الأسئلة التي يطرحها الأطفال (1968)
- المزيد المزيد أخبرني لماذا (1968)
- كتاب الاختبارات من أخبرني لماذا (1968)
- الألغاز، الأعمال المثيرة، ألعاب العقل، والحيل من أخبرني لماذا (1969)
- أخبرني كثيرًا لماذا: إجابات على مئات الأسئلة التي يطرحها الأطفال (1972)
- أخبرني لماذا: إجابات على الأسئلة التي يسألها الأطفال عن الحب والجنس والأطفال (1974)
- الحيوانات والحشرات والأسماك والطيور: كيف يعيشون ويفعلون ماذا يفعلون (1976)
- كيف تصنع الأشياء: كيف تعمل. . . من أين أتى هؤلاء (1976)
- كيف بدأت الأشياء: من صنعها أولاً. . . كيف بدأت الأفكار الجديدة (1976)
- كيف بدأت الأشياء: كيف نستخدمها ونستمتع بها ونؤمن بها (1976)
- جسم الإنسان: كيف يعمل. . . كيف حدث ذلك (1976)
- العالم الذي نعيش فيه: كيف ولماذا تحدث الأشياء على الأرض (1976)
- الكتاب الغريب: حقائق رائعة عن الأشخاص والأماكن والأشياء (1976)
- أخبرني آخر لماذا: إجابات مفيدة للأسئلة التي يطرحها الأطفال (1977)
- (مع بول بوسنيك وستانلي كوروين) حيث ولدت الكلمات (1977)

أول مرجع للمؤلف الأول من السلسلة كان عبارة عن عمود في مجلة (إنه رائع) يدعى (أخبرني لماذا) للصحفي جورج ماثيو آدامز.
أصبح «أخبرني لماذا» لاحقًا بجانب الكتب الدراسية للمؤسسات التعليمية ومصرحًا للتدريس في الفصول الدراسية. تتكون السلسلة من 31 عنوانًا، ثنائية اللغة (الإنجليزية والإسبانية)  ، والتي تتضمن أقراص DVD ، وأدلة المعلمين التعليمية، واستراتيجيات التدريس التي سيتم استخدامها في الفصول الدراسية على أنها مواد مليئة بالمرح للأطفال، كما تقدم معلومات مفيدة وإجابات سهلة الفهم للعديد من الأسئلة التي يطرحها الأطفال حول مواضيع الحياة اليومية، بطريقة بسيطة ومسلية.

## وفاته
توفي عام 2008 في ولاية ماساشوستس وكان واليًا لها.

## المسرد

### المسرحيات
- الأصدقاء والأعداء: مسرحيتان قصيرتان [7] (1965)
- الجيران: مسرحية [8] "(1972)

### الروايات
- من فضلك أرسل لي، مجانًا تمامًا [9] (1951، المكتبة الشعبية)
- المعبد [10] (1969، شركة النشر العالمية.)